# 吴新涛
吴新涛（1939年4月6日—），男，福建石狮人，中国物理化学家，中国科学院福建物质结构研究所研究员、学术委员会主任，曾任该所副所长。

## 生平
吴新涛生于福建石狮。1960年毕业于厦门大学化学系。1966年福州大学物理化学专业研究生毕业。1999年当选为中国科学院院士。